# Emma Ania
Emma Ania (Reino Unido, 7 de febrero de 1980) es una atleta británica especializada en la prueba de 4 x 100 m, en la que ha logrado ser subcampeona europea en 2006.

## Carrera deportiva
En el Campeonato Europeo de Atletismo de 2006 ganó la medalla de plata en los relevos 4 x 100 m, con un tiempo de 43.51 segundos, llegando a meta tras Rusia y por delante de Bielorrusia, siendo sus compañeras de equipo: Anyika Onuora, Emily Freeman y Joice Maduaka.